# Orenburg Airlines
Orenburg Airlines (Оренбургские Авиалинии - Orenburgskie Avialinii) (en anglais : State Orenburg Avia Enterprise) est une compagnie aérienne russe, basée sur l'aéroport d'Orenbourg. Elle a été créée en 1932 comme une division d'Aeroflot mais n'est indépendante que depuis 1992.

## Historique
C'est le 28 août 1932 que la compagnie Orenburg Airlines voit le jour. C'est ce jour même qu'un rapport officiel, basé sur une étude technique d'une ligne aérienne sur la route Moscou-Tachkent, décrivit l'aéroport d'Orenbourg « comme un bon aéroport méritant d'être mis en valeur ». Voici cette description : Le terminal consiste en une pièce pour le personnel volant et pour les passagers et une pièce utilisée comme bureau, il y a également une citerne pour le stockage du carburant. La subsistance est assurée pour le personnel de vol et les passagers. Il n'y a pas d'atelier de réparation mais le personnel de maintenance comprend deux personnes, un ingénieur aéronautique et un mécanicien. L'aéroport est situé dans la périphérie de la ville.
En 1933, un centre de communications radio est ouvert afin de sécuriser les mouvements des avions. Comme il n'existait pas de lieu pour l'abriter dans les locaux de l'aéroport, il fut mis en place dans une maison privée, louée à cet effet, dans la périphérie de la ville. Ce centre existera jusqu'en 1937, puis il fut déplacé à proximité de l'aéroport. La Seconde Guerre mondiale interrompit ensuite les activités de l'aéroport.
L'Orenburg Airline reprit ses vols réguliers, en 1953, en transportant 1 700 passagers, 86 tonnes de courrier et 7 tonnes de fret. Elle traita également par épandage aérien 23 hectares de terres agricoles.
En 1973 commence la construction du nouveau terminal "Tsentralny". Puis en 1992, l'aéroport d'Orenbourg devient le premier aéroport international d'Oural.

## Codes
- Association internationale du transport aérien AITA Code : R2
- Organisation de l'aviation civile internationale OACI Code : ORB
- Indicatif d'appel : Orenburg[2]

## Destinations
- La compagnie exploite 7 destinations régulières.
- Elle exploite aussi 41 destinations charter :

Au départ de Moscou :
- Alicante
- Antalya
- Athènes
- Barcelone
- Burgas
- Valence
- Varna
- Gênes
- Dalaman
- Dubaï
- Héraklion
- Isparta
- La Valette
- Larnaca
- Malaga
- Milan
- Monastir
- Naples
- Pathos
- Pescara
- Reus
- Rimini
- Salonique
- Istanbul
- Trieste
- Hurghada
- Charm el-Cheikh
- Erzurum

Au départ d'Orenburg :
- Hanovre
- Stuttgart
- Fujaïrah
- Shardjah
- Istanbul
- Antalya
- Erevan
- Simferopol
- Cologne
- Athènes
- Varna
- Burgas
- Larnaca

## Flotte

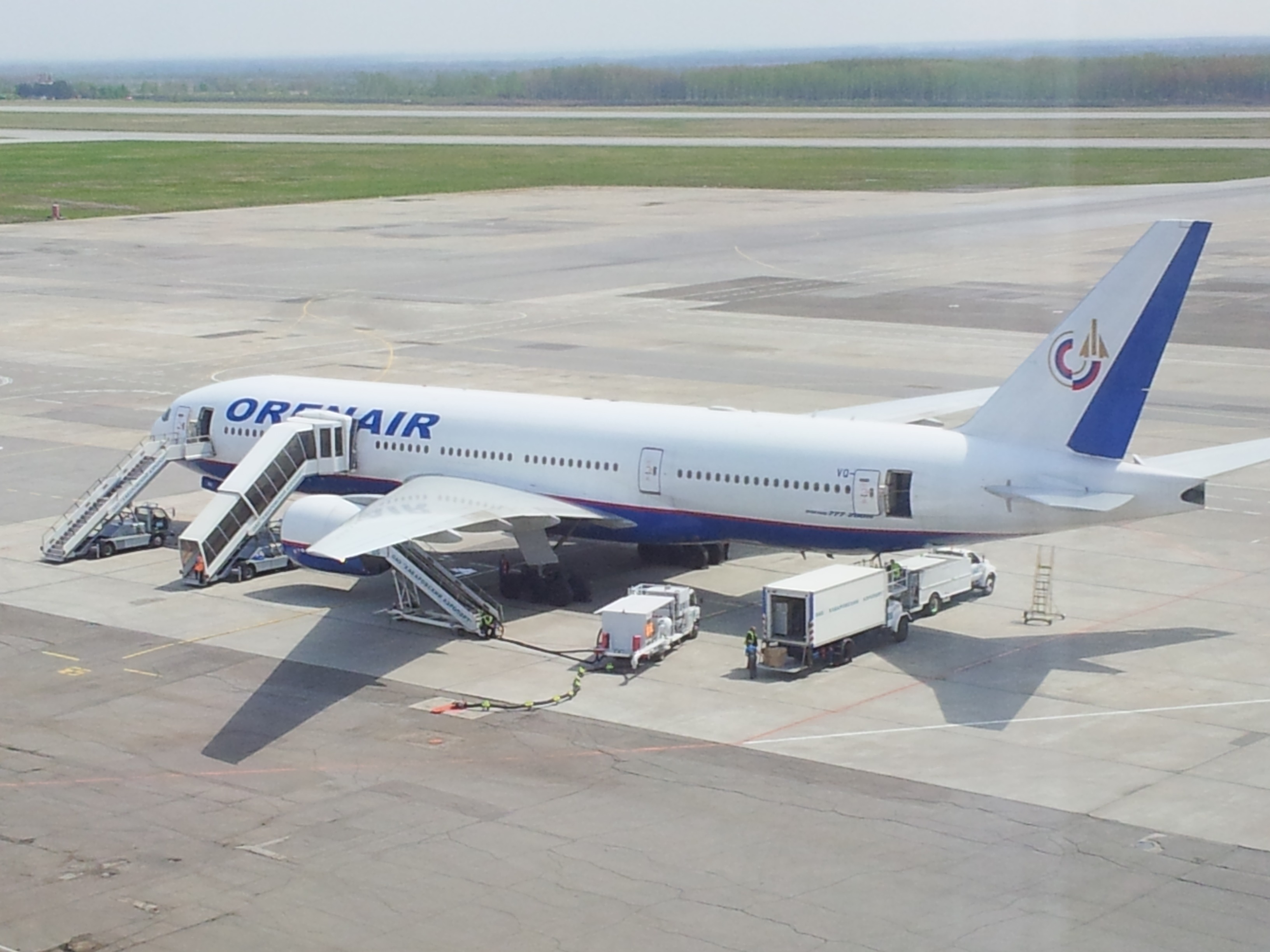
Orenair 777-200ER

Au mois de décembre 2014, la flotte d'Orenair se compose des appareils suivants :